# لياندرو بادوفاني
لياندرو بادوفاني (بالإيطالية: Lea Padovani)‏ هي ممثلة إيطالية، ولدت في 28 يوليو 1920 في إيطاليا، وتوفيت في 23 يونيو 1991 بروما في إيطاليا. بدأت مشوارها المهني سنة 1945.

## وصلات خارجية
- لياندرو بادوفاني على موقع IMDb (الإنجليزية)
- لياندرو بادوفاني على موقع ألو سيني (الفرنسية)
- لياندرو بادوفاني على موقع ميوزك برينز (الإنجليزية)
- لياندرو بادوفاني على موقع أول موفي (الإنجليزية)
- لياندرو بادوفاني على موقع قاعدة بيانات الأفلام السويدية (السويدية)
- لياندرو بادوفاني على موقع قاعدة بيانات الفيلم (الإنجليزية)
- لياندرو بادوفاني على موقع كينوبويسك (الروسية)